# Richard Benjamin
Richard Benjamin (New York, 22 maggio 1938) è un attore e regista statunitense.

## Biografia
Nato a New York dove ha frequentato la High School of Performing Arts per poi laurearsi alla Northwestern University. Sposato dal 1961 con l'attrice Paula Prentiss, la coppia ha avuto due figli. Come attore ha lavorato in diverse produzioni, che includono Comma 22 (1970), Diario di una casalinga inquieta (1970), Il mondo dei robot (1973), al fianco di Yul Brynner, I ragazzi irresistibili (1975), per la quale ha vinto il Golden Globe per il miglior attore non protagonista, e Visite a domicilio (1978), accanto a Walter Matthau. Come regista debutta nel 1982 con L'ospite d'onore, seguito dal film In gara con la luna (1984). Negli anni seguenti dirige le commedie Casa, dolce casa? (1986) e Ho sposato un'aliena (1988), mentre nel 1990 dirige Cher e Winona Ryder in Sirene.

## Filmografia parziale

### Attore
- La ragazza di Tony (Goodbye, Columbus), regia di Larry Peerce (1969)
- Comma 22 (Catch-22), regia di Mike Nichols (1970)
- Diario di una casalinga inquieta (Diary of a Mad Housewife), regia di Frank Perry (1970)
- Il divorzio è fatto per amare (The Marriage of a Young Stockbroker), regia di Lawrence Turman (1971)
- Se non faccio quello non mi diverto (Portnoy's Complaint), regia di Ernest Lehman (1972)
- Un rebus per l'assassino (The Last of Sheila), regia di Herbert Ross (1973)
- Il mondo dei robot (Westworld), regia di Michael Crichton (1973)
- I ragazzi irresistibili (The Sunshine Boys), regia di Herbert Ross (1975)
- Visite a domicilio (House Calls), regia di Howard Zieff (1978)
- Amore al primo morso (Love at First Bite), regia di Stan Dragoti (1979)
- L'ultima coppia sposata (The Last Married Couple in America), regia di Gilbert Cates (1980)
- Ladre e contente (How to Beat the High Co$t of Living), regia di Robert Scheerer (1980)
- Harry a pezzi (Deconstructing Harry), regia di Woody Allen (1997)
- Marci X, regia di Richard Benjamin (2003)
- La scelta di Paula (The Goodbye Girl), regia di Richard Benjamin – film TV (2004)
- Al passo con gli Stein (Keeping Up with the Steins), regia di Scott Marshall (2006)
- Henry Poole - Lassù qualcuno ti ama (Henry Poole Is Here), regia di Mark Pellington (2008)

### Regista
- L'ospite d'onore (My Favorite Year) (1982)
- In gara con la luna (Racing with the Moon) (1984)
- Per piacere... non salvarmi più la vita (City Heat) (1984)
- Casa, dolce casa? (The Money Pit) (1986)
- Nikita - Spie senza volto (Little Nikita) (1988)
- Ho sposato un'aliena (My Stepmother Is an Alien) (1988)
- Pronti a tutto (Downtown) (1990)
- Sirene (Mermaids) (1990)
- Made in America (1993)
- Lezioni di anatomia (Milk Money) (1994)
- Scambio di identità (Mrs. Winterbourne) (1996)
- The Pentagon Wars – film TV (1998)
- Tourist Trap – film TV (1998)
- The Sports Pages – film TV (2001)
- Laughter on the 23rd Floor – film TV (2001)
- The Shrink Is In – film TV (2001)
- Marci X (2003)
- La scelta di Paula (The Goodbye Girl) – film TV (2004)
- A Little Thing Called Murder – film TV (2006)

## Doppiatori italiani
- Cesare Barbetti in Il mondo dei robot
- Gino La Monica in I ragazzi irresistibili
- Oreste Rizzini in Harry a pezzi
- Bruno Alessandro in You People
- Alberto Olivero in Marci X